# The Rubber Industry of the Amazon
The Rubber Industry of the Amazon è un cortometraggio muto del 1911 prodotto dalla Selig Polyscope Company. Non si conosce il nome del regista o dell'operatore del film, un documentario che illustra l'industria del caucciù del Rio delle Amazzoni.

## Produzione
Il film fu prodotto dalla Selig Polyscope Company.

## Distribuzione
Distribuito dalla General Film Company, il film - un cortometraggio di cento metri - uscì nelle sale cinematografiche statunitensi il 25 luglio 1911. Nelle proiezioni, veniva programmato con il sistema dello split reel, accorpato in un'unica bobina con un altro cortometraggio.